# Arnold von Bärenfels

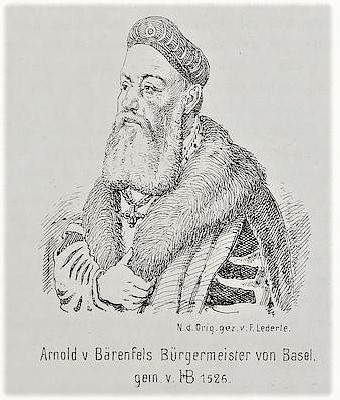
Arnold von Bärenfels

Arnold von Bärenfels, erstmals 1371 erwähnt († 20. Februar 1414), war Bürgermeister von Basel.

## Leben
Arnold von Bärenfels entstammte dem Adelsgeschlecht Bärenfels und war der Sohn von Konrad von Bärenfels († 19. März 1373), Politiker und Bürgermeister von Basel. Seine Brüder Werner, Lütold und Adelberg fielen 1386 in der Schlacht bei Sempach, als sie im Heer Leopolds III. von Habsburg kämpften.  
Arnold von Bärenfels war ein Ritter und Herr von Bärenfels, Steinegg, Arisdorf und Binningen.  
1377 wurde ihm vom Bischof von Basel, Johann von Vienne, gemeinsam mit seinem Bruder Lütold das Schenkenamt als Erblehen verliehen.  
Von 1384 bis 1394 wurde er wegen seiner Unterstützung des Basler Gegenbischofs Werner Schaler aus Basel verbannt. Nach seiner Rückkehr war er von 1394 bis 1408 sowie 1411 und 1413 Bürgermeister von Basel.  
Arnold von Bärenfels war mit Ursula (* 1350; † 1418), einer Tochter von Henman von Hirzbach, verheiratet. 1407 wurde sie als Hexe aus der Stadt Basel verwiesen. Ihr gemeinsamer Sohn Arnold III. von Bärenfels war von 1457 bis 1494 Bürgermeister von Basel.